# Ritual (Spiel)
Ritual ist ein kooperatives Brettspiel des spanischen Spieleautors Tomás Tarragón, das im Jahr 2022 bei seinem eigenen Verlag T-Tower Games erschienen ist; im deutschsprachigen Raum wird es seit 2024 von Strohmann Games verlegt. Das Spiel ist für zwei bis sechs Spieler ab einem Alter von 10 Jahren konzipiert. Die Mitspieler führen in der Rolle von Schamanen Rituale mit Elementarsteinen durch und dürfen dabei nicht reden und nur mithilfe des Spielmaterials und ihrer Aktionen kommunizieren.

## Thema und Ausstattung
Bei dem Spiel Ritual handelt es sich um ein kooperatives Spiel, bei dem die Mitspieler in der Rolle von Schamanen einer nicht benannten Kultur Zeremonien zur Entfesselung der Naturgewalten durchführen, um ihre Heimat zu beschützen. Bei dem Spiel dürfen die Mitspieler nicht reden, sondern nur über ihre Aktionen miteinander kommunizieren. Dabei verteilen sie farbige Elementarsteine, um zuerst eine eigene „Inspiration“ und danach die allgemeine Aufgabe des Rituals zu erfüllen. Dies geschieht innerhalb eines vorgegebenen Zeitlimits.
Das Spielmaterial besteht neben der Spielanleitung aus einem „alten Buch der Rituale“, 10 Ritualtableaus, sechs Reihenfolgemarkern, 60 Ritualkarten, 25 Inspirationskarten, drei doppelseitigen Inspirationsmarkern, 40 Elementarsteinen in fünf Farben, sechs Karten der mystischen Ebenen, einem „Totem“, einem Beutel für die Elementarsteinchen und sechs Übersichtskarten.

## Spielweise
Vor dem Spiel wählen die Mitspieler ein Ritual aus dem „alten Buch der Rituale“ und das zugehörige Ritualtableau, das sie offen in die Tischmitte legen. Die zum Ritual gehörenden sechs Ritualkarten werden gemischt und als verdeckter Stapel bereitgelegt, danach wird die oberste Karte verdeckt neben das Ritualtableau gelegt. Dabei besteht die erste Runde aus nur einer, die zweite aus zweien und die dritte aus den restlichen drei Karten des Rituals.
Der Reihenfolgemarker „I“ wird auf die Karte und die anderen neben den Kartenstapel gelegt. Auch die Inspirationskarten werden gemischt und ebenfalls verdeckt abgelegt. Die drei Inspirationsmarker werden mit der einfarbigen Seite nach oben über das Tableau gelegt, zudem kommt der Beutel mit den farbigen Steinen in die Tischmitte. Jeder Spieler bekommt eine Inspirationskarte, eine Karte mystische Ebene und eine Übersichtskarte, zudem zieht jeder vier Elementarsteine aus dem Beutel. Ein Spieler bekommt das Totem als Startspielermarker.
Während des Spiels dürfen die Mitspieler nicht miteinander reden oder andere auf das Spiel bezogene Zeichen geben. Der jeweils aktive Spieler, markiert durch das Totem, führt unabhängig von der gerade laufenden Phase jeweils eine von sechs möglichen Aktionen durch:
- er gibt einem anderen Mitspieler einen seiner Steine
- er nimmt einen Stein von seinem linken Nachbarn
- er legt einen seiner Steine auf seine mystische Ebene. Steine auf der mystischen Ebene dürfen nicht weitergegeben und auch nicht genommen werden, sie zählen jedoch zur Erfüllung der Inspiration- und Ritualkarten.
- er nimmt einen Stein von seiner mystischen Ebene
- er tauscht einen Stein auf der mystischen Ebene eines anderen Schamanen mit einem zufälligen Stein aus dem Beutel
- er findet seine Inspiration oder erfüllt seine Ritualkarte

Die Inspiration ist gefunden, wenn ein Spieler alle Elementarsteine vor sich liegen hat, die auf seiner Inspirationskarte abgebildet sind. Ist dies der Fall, deckt er seine Inspirationskarte auf und dreht einen der Inspirationsmarker auf die farbige Seite. Danach nimmt er die Ritualkarte mit dem niedrigsten Reihenfolgemarker zu sich und die Spieler schauen sich gemeinsam den darauf abgebildeten Ritualschritt an. Um in die Ritualphase überzugehen, müssen drei Spieler ihre Inspiration gefunden haben.
Haben drei Spieler ihre Inspiration gefunden, versuchen die Mitspieler nun gemeinsam die Ritualkarten in der Reihenfolge der Reihenfolgemarker zu erfüllen. Sobald ein Mitspieler seine Ritualkarte erfüllt, legt er sie mit dem Marker auf die entsprechende Seite des Ritualtableaus. Wenn es den Spielern gelingt, alle erforderlichen Ritualschritte innerhalb eines vorgegebenen Zeitlimits zu erfüllen, haben sie die Runde erfolgreich bestanden. Danach wird die nächste Runde mit den nächsten Ritualkarten vorbereitet, wobei die Elementarsteine bei den jeweiligen Spielern verbleiben. Gelingt es den Spielern, alle drei Spielrunden und damit das gesamte  Ritual innerhalb der Zeitlimits erfolgreich zu beenden, gewinnen sie das Spiel.
Beim Ritual versuchen die Mitspieler hintereinander drei erfolgreiche Runden zu spielen und dabei ihre individuelle „Inspiration“ sowie das eigentlich Ritual zu vollenden. Jede Runde besteht dabei aus einer Inspirationsphase und einer Ritualphase. Um das Spiel zu gewinnen, müssen die Spieler alle Ritualkarten der laufenden Runde erfüllen, bevor die für das Ritual vorgegebene Zeit abläuft.

## Entwicklung und Rezeption
Das Spiel Ritual wurde von Tomás Tarragón entwickelt und erschien 2022 in einer englischsprachigen Version bei seinem Verlag T-Tower-Games in Spanien. Anfang 2024 veröffentlichte der deutsche Verlag Strohmann Games eine deutschsprachige Version des Spiels.
Im gleichen Jahr wurde es auf die Empfehlungsliste zum Kennerspiel des Jahres 2024 aufgenommen. Die Jury beschrieb das Spiel dabei wie folgt:

„Menschen brauchen Rituale. Sie geben Halt, fördern das Gefühl, nicht auf sich allein gestellt zu sein und beschwören den Zusammenhalt. Besonders in schwierigen Zeiten. „Ritual“ ist die Umsetzung dieser Erfahrung. Wir tauschen untereinander bunte Edelsteine, sodass wir jeweils unsere persönlichen geheimen Sammelaufträge erfüllen können. Das klingt erst einmal nicht so schwierig, wären da nicht der zeitliche Druck sowie das spirituelle Gebot der Stille. Wir müssen uns auf die Bedürfnisse der anderen einlassen, in ihren Aktionen Botschaften lesen und ihnen unsere Wünsche zu verstehen geben. Versuchen alle mit dem Tunnelblick des Egoismus hauptsächlich ihre eigenen Ziele zu verfolgen, werden wir gemeinsam scheitern. Als Gruppe bewältigen wir durch beharrliche Übung immer schwierigere Aufgaben.“

In der spielbox wurde das Spiel von der Podcasterin Jennifer Cho (Pile of Happiness) zusammen mit dem Spielekritiker Stephan Kessler besprochen und bereits im Titel als „Taktiles Empathie-Training“ bezeichnet. Nach ihrer Darstellung entwickelt sich während des Spielens „ein ganz eigener Flow mit den Mitspielenden“, zugleich müsse man aufgrund der ablaufenden Zeit hinreichen „stressresistent“ sein. Cho resümiert, dass es für sie „eine echte Überraschung“ sei, ein „intensives und spannendes Erlebnis.“ Beide bewerten das Spiel mit sieben von möglichen zehn Punkten, während weitere Rezensenten in ihren Wertungen zwischen fünf und sieben Punkten lagen.
Der Spielekritiker Udo Bartsch besprach das Spiel in seinem Blog „Rezensionen für Millionen“ und bezeichnete es als „solide“. Er bezeichnete es als „ein sehr spezielles Spiel“, das „nicht für alle Runden geeignet“ sei. „Sobald man sich hineingearbeitet und aufeinander eingegroovt [hat], kann sich Ritual für die Gruppe sehr belohnend anfühlen.“ Er selbst würde „mitspielen, [sei] aber nicht direkt heiß darauf“, es sei für ihn „kein Wohlfühl-Spiel“.

## Belege
1. 1 2 3 4 5 6 7 8 9  
Spielanleitung Ritual, Strohmann Games 2024
2. ↑  
Ritual, Versionen bei BoardGameGeek. Abgerufen am 23. Februar 2025.
3. 1 2  Ritual auf der Website des Spiel des Jahres e.V.; abgerufen am 23. März 2025.
4. 1 2  
Udo Bartsch: Ritual, Rezension auf „Rezensionen für Millionen“, 4. Juli 2024; abgerufen am 23. Februar 2025.
5. 1 2 3 4  Jennifer Cho, Stephan Kessler: Taktiles Empathie-Training. In: spielbox 3/2024, S. 16–18.